# Batalha de Châtillon
A Batalha de Châtillon ocorreu em 5 de julho de 1793, durante a guerra civil francesa conhecida como a Guerra da Vendeia, onde as forças de Vendeia derrotaram o exército republicano.

## Antecedentes
O general François Joseph Westermann tinha conseguido chegar ao centro da região de Vendeia ocupando a capital Châtillon, a maioria do Exército Católicos e Real tinha recuado depois de perder a Batalha de Nantes, onde o general Jacques Cathelineau fora gravemente ferido. No entanto, as tropas da Vendeia tiveram tempo para se reagrupar e reagir a este novo ataque. Charles de Bonchamps, Nicolas Stofflet e Gaspard de Bernard de Marigny agruparam suas tropas em Cholet e na manhã do dia 5 de julho, se uniram a Henri de La Rochejaquelein e Louis Marie de Lescure na frente de Châtillon.

## A batalha
Às 10 da manhã, o canhão de Marie-Jeanne deu o sinal do ataque. Depois se aproximarem em silêncio, a primeira coluna da Vendeia liderada por Bonchamps, Lescure e La Rochejaquelein atacaram os republicanos no planalto de Château-Gaillard. Tomados de surpresa e assustados pelo número de seus inimigos, os republicanos fugiram em desordem descendo o planalto íngreme.
Enquanto recuavam para Châtillon, encontraram a segunda coluna da Vandeia, liderada por Stofflet e Marigny, logo a batalha se espalhou dentro da cidade. O general Westerman não teve tempo para organizar suas tropas e unindo-se a cavalaria fugiu em direção de Bressuire.
Parte dos soldados republicanos se entregaram, mas a vontade das tropas de Vandeia por vingança acabou massacrando parte deles. Alguns oficiais, como Marigny mataram alguns prisioneiros com as próprias mãos, o que encorajou os massacres.

## Conseqüências
Dos mais de 6.000 homens do exercito republicanos, 2.000 foram mortos em combate ou massacrados e outros 3.000 foram feitos prisioneiros tendo os republicanos perdido toda a artilharia.
A expedição de Westermann que tinha começado bem terminou em desastre. Este foi chamado a Paris pela Convenção Nacional, que o mandou para Niort, onde foi julgado por um conselho de guerra. Ele foi absolvido escapando da guilhotina.